# 510 (tal)
510 är det naturliga heltal som följer 509 och följs av 511.

## Matematiska egenskaper
- 510 är ett jämnt tal.
- 510 är ett sammansatt tal
- 510 är ett ymnigt tal.
- 510 är ett harshadtal.
- 510 är ett palindromtal.
- 510 är ett praktiskt tal.

## Inom vetenskapen
- 510 Mabella, en asteroid.